# Бочкарёв, Илья Сергеевич
Илья Сергеевич Бочкарёв (1913―1993) ― участник Великой Отечественной войны, командир расчета 2-й минометной роты 1172-го стрелкового полка 348-й Бобруйской Краснознаменной дивизии, гвардии старший сержант, кавалер двух орденов Славы.

## Биография
Родился в 1913 году в Оспёхском наслеге Усть-Алданского улуса Якутии. 
Мобилизован на фронт 10 августа 1941 года. Защищал Москву в 1941 году. Был награжден медалью «За оборону Москвы». 
Потом сражался на Калининском, Северо-Западном, Белорусском и Брянском фронтах. В его наградном листе к медали «За отвагу» написано: 
```
«Командир отделения 2 минометной роты старший сержант И.С. Бочкарев в бою 12 и 13 июля 1943 г. за высоту 254,9 и дер. Прогресс уничтожил своим расчетом из миномета 5 огневых точек противника и 35 немецких солдат». 
```

Кроме миномёта умело использовал и винтовку, из которого только на одной «охоте» уничтожил четырех немецких солдат.
При отражении контратак немцев с 18 по 22 ноября 1943 года своим миномётным огнем уничтожил 60 немцев и три огневые точки противника.
Генерал армии дважды Герой Советского Союза Дмитрий Лелюшенко в своей книге «Москва – Сталинград – Берлин – Прага (записки командарма)», вышедшей в 1971 году, написал о нем: «Минометчик 1172-го стрелкового полка якут Илья Сергеевич Бочкарев только в одном бою уничтожил 4 вражеских пулемета и более 120 гитлеровцев».
В бою за польский город Остроленка в сентябре 1944 года его расчёт только за один день уничтожил 4 и подавил 7 огневых точек противника, в этом же бою он уничтожил 24 немецких солдат и офицеров.
Был пять раз ранен. Победу встретил в Германии, на реке Эльба. Таким образом, Бочкарёв прошел практически всю Великую Отечественную войну с 1941 по 1945 год, от обороны Москвы и до взятия Берлина.       
После демобилизации, вернувшись на родину в декабре 1945 года, работал в родном колхозе.

## Награды
- Орден Славы II степени
- Орден Славы III степени,
- Орден Красной Звезды
- Медаль «За оборону Москвы»
- Медаль «За отвагу»
- Медаль «За взятие Берлина»,
- 17 благодарностей от Верховного Главнокомандующего.

## Память
- В городе Якутск по адресу ул. Дзержинского, 28, в доме, где жил последние годы своей жизни Бочкарев, установлена доска в честь его имени[2].